# Diomedea antipodensis
El albatros de las Antípodas (Diomedea antipodensis) es una especie de ave procelariforme de la familia Diomedeidae endémcia de las islas Antípodas. Anteriormentes se consideraba una subespecie del albatros errante.